# Никоноровка (Воронежская область)
Никоноровка — хутор в Россошанском районе Воронежской области.
Входит в состав Алейниковского сельского поселения.

## География
На хуторе имеется одна улица — Ленина.

## Население
| 2010 |
| ---- |
| 59   |